# Wiki.js
Wiki.js는 자바스크립트로 개발된 Node.js로 구동되는 위키 엔진이다. GNU 아페로 일반 공중 사용 허가서로 배포되는 자유 소프트웨어이다. 셀포 호스팅되는 솔루션으로 이용하거나 디지털오션과 아마존 웹 서비스(AWS) 마켓플레이스에서 한 번 클릭 설치를 사용하여 이용할 수 있다.

## 같이 보기
- 위키 소프트웨어 목록